# Piennes-Onvillers
Piennes-Onvillers é uma comuna francesa na região administrativa de Altos da França, no departamento de Somme. Estende-se por uma área de 12,29 km². Em 2010 a comuna tinha 374 habitantes (densidade: 30,4 hab./km²).